# Symbolic
A Symbolic az amerikai Death hatodik nagylemeze, mely 1995-ben jelent meg. A lemezen két új tag is bemutatkozott Kelly Conlon és Bobby Koelble személyében. Zeneileg megmaradt a progresszív hozzáállás ezen az albumon is. Videó nem készült azonban az Empty Words kislemezként is megjelent. A lemez újrakevert változata 2008-ban jelent meg, 5 bónusszal.

## Számlista
1. "Symbolic" – 6:33
2. "Zero Tolerance" – 4:48
3. "Empty Words" – 6:22
4. "Sacred Serenity" – 4:27
5. "1,000 Eyes" – 4:28
6. "Without Judgement" – 5:28
7. "Crystal Mountain" – 5:07
8. "Misanthrope" – 5:03
9. "Perennial Quest" – 8:21
10. "Symbolic Acts" (bónusz)
11. "Zero Tolerance" (bónusz)
12. "Crystal Mountain" (bónusz)
13. "Misanthrope" (bónusz)
14. "Symbolic Acts" (bónusz)

## Közreműködők
- Chuck Schuldiner – gitár, ének, producer
- Bobby Koelble – gitár
- Gene Hoglan – dob
- Kelly Conlon – basszusgitár (1-9. számokban)
- Steve DiGiorgio – fretless basszusgitár (10-13. számokban)
- Jim Morris – producer
- Rene Miville – borító